# パウル・ゴルダン
パウル・アルベルト・ゴルダン（独: Paul Albert Gordan、1837年4月27日 - 1912年12月21日
）は、ドイツの数学者。不変式論、クレブシュ–ゴルダン係数、ゴルダンの補題などで知られ、"不変式論の王"と呼ばれる。最も有名な結果に、次数を固定した二次形式の不変量の環は、有限であるという主張がある。クレブシュ–ゴルダン係数はアルフレート・クレプシュの名を冠する。エミー・ネーターの博士論文の監督を務めた。

## 経歴
プロイセン王国のブレスラウ（現在はポーランドのヴツロワフ）のユダヤ人の家庭に生まれ、ドイツ帝国のエアランゲンで没した。
ブレスラウ大学でカール・ヤコビの下、1862年にDr. philを獲得した。博士論文は楕円体上の測地線に関するものであった。1874年、エアランゲンに移りエアランゲン＝ニュルンベルク大学で数学の教授になった。
ヒルベルトによる基底定理（ゴルダンの不変式論の結果を大幅に一般化した結果）の証明に関するゴルダンの有名な言葉に、"This is not mathematics; this is theology."（「これは数学ではない。神学だ」）がある。問題となった部分は、不変量の有限の基底の（非構成的な）存在証明であった。しかし、最初期の出典でも証明の発表から25年後、ゴルダンの死後のものであることから、ゴルダンが本当にこの言葉を述べたかは定かでない。また、この言葉が批判を意図しているのか、あるいは称賛、冗談であったのかということもはっきりしていない。 ゴルダン自身はヒルベルトを応援し、ヒルベルトの算出した結果や方法を使用していた。査読報告の際にゴルダンがヒルベルトの論文の論法を一部誤っていると正しく指摘したのは確かであるが、ヒルベルトの仕事に反対したというよく知られた話は、 作り話だとも評価されている。
ゴルダンは後に"I have convinced myself that even theology has its merits".（神学にさえ利点があることを自身に納得させた）と述べている。 また、基底定理の簡潔な証明を発表した。
ドイツ数学会の2代目会長を務めた。バイエルン科学・人文科学アカデミー会員やプロイセン科学アカデミー会員、科学アカデミー準会員に選出されている。
小惑星パウルゴルダンは彼の名に因む。

## 出版物
- Gordan, Paul (1885). Vorlesungen über Invariantentheorie. 1. Teubner 2014年4月12日閲覧。
- Gordan, Paul (1887). Dr. Paul Gordan's Vorlesungen über Invariantentheorie. 2. B. G. Teubner 2014年4月12日閲覧。
- Gordan, Paul (1987) [1885], Kerschensteiner, Georg, ed., Vorlesungen über Invariantentheorie (2nd ed.), New York: Chelsea Publishing Co. or American Mathematical Society, ISBN 978-0-8284-0328-3, MR917266